# Drilonereis heterognatha
Drilonereis heterognatha är en ringmaskart som beskrevs av Grube 1878. Drilonereis heterognatha ingår i släktet Drilonereis och familjen Oenonidae. Inga underarter finns listade i Catalogue of Life.